# Henri Guisan
Henri Guisan (Mézières, 21 ottobre 1874 – Pully, 7 aprile 1960) è stato un generale svizzero, comandante in capo dell'esercito svizzero dal 1939 al 1945.

## Biografia
Figlio del medico Charles-Ernest e di Louise-Jeanne nata Bérengier, Henri Guisan nel 1893 ottiene la maturità (baccalauréat) in lettere, dopo aver frequentato il collegio classico cantonale e il ginnasio a Losanna. S'interessa di teologia e di medicina all'Università di Losanna, ma in seguito opta per l'agronomia, che studia a Hohenheim (Germania) e a Lione (Francia). Nel 1896 acquista la tenuta di Bellevue, a Chesalles-sur-Oron.
Nel 1897 sposa Mary Doelker (1875-1964), dalla quale ha due figli: Henri nato il 13 febbraio 1899 e Myriam nata il 2 dicembre 1900. Frequenta la scuola per le reclute di artiglieria a Bière. Promosso tenente, accede in seguito a tutti i gradi militari, fino a diventare comandante di corpo nel 1932.
Il 30 agosto 1939 l'Assemblea federale lo nomina generale comandante in capo dell'esercito svizzero, responsabilità che assume durante il corso dell'intera Seconda guerra mondiale (1939-1945). È l'ideatore della dottrina militare del "Ridotto nazionale", consistente nel ripiegare l'esercito all'interno dell'arco alpino in caso di invasione.
Il 25 luglio 1940 rivolge nel prato del Grütli un discorso ai comandanti di corpo e unità, convenuti a rapporto, e indirettamente anche all'intero popolo elvetico. Nel suo discorso parla della situazione della nazione, allora in difficoltà perché ormai accerchiata dalle potenze dell'Asse. Presenta il concetto di Ridotto nazionale e invita tutti, soldati e cittadini, alla resistenza incondizionata. Il suo discorso ha grande eco sia all'interno della Confederazione sia all'estero. Guisan è amato tanto nella Svizzera tedesca, anche per la sua conoscenza del tedesco, quanto in quella romanda e in quella italiana.

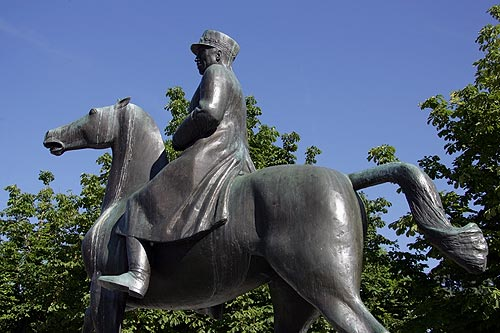
Statua del generale Guisan sulla piazza a lui dedicata ad Ouchy, Vaud

Il 20 agosto 1945 chiede al Consiglio federale di dimetterlo dalle sue responsabilità militari. Tornato dunque alla vita civile, si trasferisce alla tenuta di Verte Rive, a Pully, alle porte di Losanna.

All'indomani della sua morte - avvenuta il 7 aprile 1960 - una gran quantità di quotidiani gli rende omaggio. Ecco alcune citazioni:
(La Suisse, 8 aprile 1960)
(La Liberté, 8 aprile 1960)
(La Sentinelle, 8 aprile 1960)
Con la rimozione del segreto sugli archivi, gli storici hanno potuto rivedere, alla luce delle fonti scritte di questo periodo, la carriera di Henri Guisan. Dallo storico Edgar Bonjour alla biografia di Willi Gautschi è stato possibile apportare qualche ritocco all'immagine un po' stereotipata del generale, sinonimo di resistenza e di unità irremovibili.

## Opere
- En toute confiance... : correspondance du Général et de Madame Henri Guisan avec le Major Albert R. Mayer, 1er adjudant du commandant en chef de 1939 à 1941: 1940-1959, Brugg, 1995
- Entretiens accordés à Raymond Gafner à l'intention des auditeurs de Radio-Lausanne, prefazione di Otto Treyvaud, Losanna, 1953